# Polnische Plakatkunst (film)
Polnische Plakatkunst (tytuł oryg. Polnische Plakat Kunst) – polski cykl dokumentalny zrealizowany w latach 2008/2009 którego autorem był Robert Laus.

## Opis
Powstała w latach 2008/2009 seria filmów dokumentalnych ukazująca polskich twórców plakatu którzy działali w okresie tzw. polskiej szkole plakatu. W Każdym odcinku zaprezentowana jest jedna postać, który odnosi się do własnej twórczości bądź do kwestii zjawiska jakim była Polska szkoła plakatu. Cykl składa się z siedmiu części.

## Bohaterowie cyklu

### Wojciech Fangor
- Bohater prezentuje własną wersję istnienia polskiej szkoły plakatu[1].

### Maciej Hibner
- Wspomnienia bohatera ze "złotego okresu" polskiego plakatu[2].

### Franciszek Starowieyski
- Dwa odcinki prezentujące bohatera w których odnosi się on do własnej twórczości jak również do samego zjawiska polskiej szkoły plakatu[3].

### Rosław Szaybo
- Rozważania bohatera nad kwestią plakatu antywojennego[4].

### Waldemar Świerzy
- Postać ukazana przy pracy nad projektem plakatu do sztuki teatralnej jak również poruszająca kwestię polskiego plakatu[5].

### Mieczysław Wasilewski
- Relacja bohatera na temat plakatu w ówczesnym kontekście politycznym[6].